# Francesco Cuccarese
Francesco Cuccarese (Tursi, 8 de marzo de 1930 - Roma, 11 de marzo de 2025)fue un prelado católico italiano. Se desempeñó como arzobispo de Acerenza (1979-1987), de Caserta (1987-1990) y de Pescara-Penne (1990-2005).

## Biografía
Fue ordenado sacerdote el 19 de julio de 1953 por Monseñor Pasquale Quaremba. Su experiencia pastoral maduró en su diócesis natal de Anglona-Tursi, primero como párroco de Teana y San Giorgio Lucano, luego como vicario general.
Nombrado arzobispo de Acerenza el 12 de febrero de 1979, recibió la consagración episcopal en la catedral de Tursi el 1 de abril de 1979, por imposición de manos del cardenal Sebastiano Baggio, prefecto de la Congregación para los Obispos. Entró en Acerenza el 7 de abril de 1979.
Estuvo siempre atento al problema de los emigrantes, a quienes llegó personalmente en Europa y América. Tras el terremoto de Irpinia del 23 de noviembre de 1980, que afectó gran parte del sur de Italia, se comprometió activamente a instar a Caritas a adoptar medidas concretas. Fundó el “Tabor Village”, un centro destinado a acoger iniciativas interdiocesanas.
El 6 de junio de 1987 fue nombrado obispo, con el título de arzobispo ad personam, de Caserta. En esta ocasión donó al patrón de Acerenza, San Canio, un broche de oro para la capa que lleva su escudo episcopal con el lema: In veritate et charitate.
El 21 de abril de 1990 fue nombrado arzobispo metropolitano de Pescara-Penne.
El 4 de noviembre de 2005 le fue aceptada su dimisión por haber alcanzado el límite de edad y pasó a ser arzobispo emérito de Pescara-Penne. Más tarde fue nombrado canónigo del capítulo de la Basílica de San Pedro en el Vaticano.
Murió en Roma el 11 de marzo de 2025, a la edad de 95 años. Tras el funeral celebrado el 15 de marzo, su cuerpo fue trasladado a su natal Tursi y enterrado en la capilla familiar en él cementerio de dicha población.